# Valencia (Gemeinde)
Die Gemeinde (municipio) Valencia ist der bevölkerungsreichste Bezirk des Bundesstaats Carabobo. Die Stadt Valencia umfasst mehr als die Hälfte des Bezirks. Im Süden gibt es landwirtschaftliche Regionen, die aber schnell durch Slums ersetzt werden.

## Wirtschaft
Valencia ist eine der wichtigsten Industriestädte Venezuelas. Ford und verschiedene große Lebensmittelindustrien haben Zentren hier.

## Sehenswürdigkeiten
- Aquarium Valencia
- Plaza de toros Monumental de Valencia